# Нисикё (Киото)
Нисикё (яп. 西京区, にしきょうく [niɕikʲoː ku]) — район города Киото префектуры Киото в Японии. По состоянию на 1 июля 2012 года население района составило 152 494 человек, плотность населения — 2580 чел / км ².

## Название
Топоним «Нисикё» дословно означает «западностоличный район».

## История
- 1 октября 1976 — образован городской район Нисикё на основе земель района Укё города Киото, находившихся к западу от реки Кацура

## Достопримечательности
- Дворец Кацура